# 기원전 63년

## 연호
- 전한(前漢) 원강(元康) 3년

## 기년
- 전한(前漢) 선제(宣帝) 11년

## 탄생
- 로마 제국 초대 황제 아우구스투스